# خطوط الولايات المتحدة الجوية الرحلة 427
يو إس إيرويز الرحلة 427 طائرة بوينغ 737-291 كانت تحمل علي متنها 127 راكبا و5 من أفراد الطاقم وكانت متجهة من شيكاغو إلي بالم بيتش عبر بيتسبرغ في 8 سبتمبر 1994 وبينما كانت الطائرة تخف سرعتها بدأت بالانقلاب رأسا علي عقب وتحطمت في هوبويل تاونشيب ومات جميع الركاب والطاقم البالغ عددهم 132 شخصا.

## خطوط دلتا الجويةالرحلة 1083
طائرة بوينغ 727-232 (رقم التسجيل :N531DA) كانت تحمل علي متنها 128 راكبا و7 من أفراد الطاقم وكانت متجهة من مطار دالاس فورت وورث الدولي إلي مطار بيتسبرغ الدولي وقد خلفت وراءها دوامات طرف الجناح وكانت يو إس إيرويز علي بعد 4.1 ميلآ عن خطوط دلتا الجوية.